# Apicia flexilis
Apicia flexilis är en fjärilsart som beskrevs av William Schaus 1912. Apicia flexilis ingår i släktet Apicia och familjen mätare. Inga underarter finns listade i Catalogue of Life.